# Ахмад-Шах Хан
Ахмад-шах Хан (пушту احمدشاه خان‎; 23 сентября 1934, Арг (президентский дворец) — 4 июня 2024, Виргиния) — второй сын Мухаммеда Захир-шаха, кронпринц Афганистана с 26 ноября 1942 по 17 июля 1973 года, глава дома Баракзаев (23 июля 2007 — 4 июня 2024).

## Биография
Ахмад-шах Хан родился в Кабуле 23 сентября 1934 года. После смерти своего брата Мухаммеда Акбар-хана 26 ноября 1942 года, стал кронпринцем Афганистана.  После получения образования в Афганском лицее Эстеклал он отправился в западную Европу и получил образование в Оксфордском университете и Парижском институте политических исследований. По возвращении в Афганистан он начал работать в Министерстве иностранных дел в Кабуле.
После свержения монархии 17 июля 1973 года он и ещё 13 членов королевской семьи были арестованы. Однако, уже 26 июля им всем было разрешено покинуть страну. Сначала Ахмад-шах эмигрировал в Рим, а затем в штат Вирджиния (США). Специальный представитель Захир-шаха по переговорам с советскими властями в 1983 году. Сопровождал своего отца во время его возвращения в Афганистан, в 2002 году. 
23 июля 2007 года стал главой дома Баракзаев, после смерти своего отца.
Скончался 4 июня 2024 года в возрасте 89 лет у себя дома в Вирджинии. На момент смерти он был старейшим из оставшихся в живых наследников мужского пола последнего короля Афганистана.

## Личная жизнь
Ахмад-шах Хан женился на Хатуль Бегум (1940 г.) 22 ноября 1961 года. Имеет в браке двух сыновей и одну дочь.
- Принц Мухаммад Захир Хан (род. 26 мая 1962), был женат на Ошиле Бегум. Родилась одна дочь.
- Принцесса Хава Ханум (род. 27 октября 1963), была замужем за Султаном Мухаммадом Навазом. Позже они развелись. Детей в браке не было.
- Принц Мухаммад Эмель Хан (род. 17 октября 1969), не женат, бездетен.